# Vaszkó Erzsébet
Vaszkó Erzsébet (Nagykikinda, 1902. április 27. – Budapest,  1986. április 1.) magyar festő és alkalmazott grafikus. Vaszkó Ödön festő húga.

## Életpályája
1925-1929-ig járt a Képzőművészeti Főiskolára, mestere Vaszary János volt. 1931-től már kiállító művész. 1940-ben szerepelt a Velencei biennálén. 1944-ben az Alkotás Művészházban volt gyűjteményes kiállítása, 1947-ben az Ernst Múzeumban mutatta be újabb alkotásait.
Az 1950-es években alkalmazott grafikusként dolgozott az IPARTERV vállalatnál, nem alkotott. Alkotói energiái az 1960-as években szabadultak fel ismét, főleg a szentendrei művésztelepen, ahol Fónyi Géza műtermében dolgozott. 1964-ben a Csók Galériában önálló kiállítás keretében mutatkozott be konstruktív szellemű, lírai hangvételű képeivel. Később tagja lett az 1980-ban alapított Szentendrei Grafikai Műhelynek. Vaszkó Erzsébet alkotásainak retrospektív kiállítása 1983-ban volt a Szentendrei Képtárban.

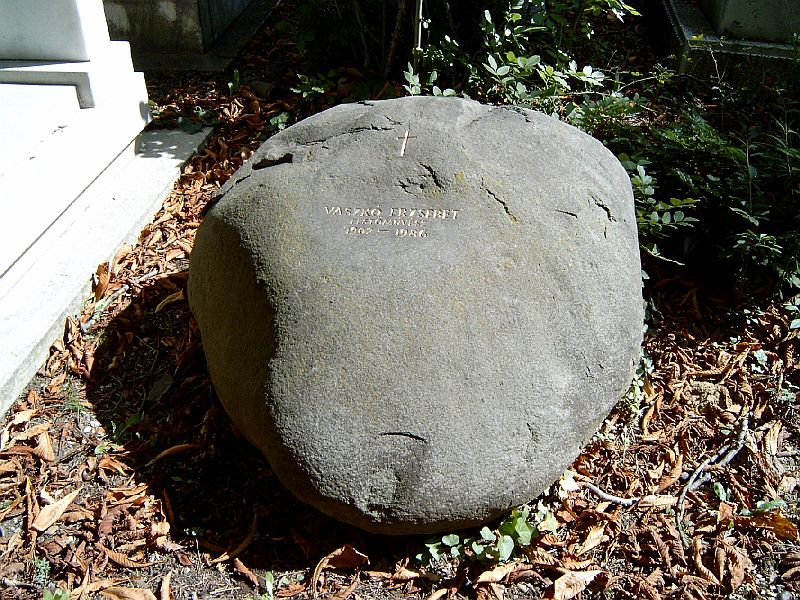
Vaszkó Erzsébet sírja Budapesten. Farkasréti temető: 24/2-1-17.

## Művészete
Festészetének korai szakasza Paul Klee hatását sejteti, legjelentősebb alkotásai a szentendrei festészet konstruktív szemléletű áramlatához kötődnek.

## Művei (válogatás)
- Falu  (Év nélkül) (Olaj, papír, 66 x 88 cm; Ferenczy Múzeum, Szentendre)
- Dombos táj (1947) (Pasztell, papír, 70 x 85 cm; Kieselbach Galéria, Budapest)
- Kompozíció (1960-as évek közepe) (Pasztell, papír, 48 x 68 cm; Kieselbach Galéria, Budapest)
- Kép III. (1970) (Pasztell, papír, 70 x 90 cm; Ferenczy Múzeum, Szentendre)

## Társasági tagság
- Új Művészek Egyesülete (UME)
- Európai Iskola

## Díja
- A Magyar Népköztársaság Érdemes Művésze díj (1985)

## Kapcsolódó információk
- Csapó György: Művészek, műhelyek. (1979)
- Hann Ferenc : Vaszkó Erzsébet festészete. (1983)
- Vaszkó Erzsébet élete és két alkotása
- MÉL